# صدیقه دولت‌آبادی
صدیقه دولت‌آبادی (۱۲۶۱–۱۳۴۰) روزنامه‌نگار ایرانی و از فعالان انقلاب مشروطه و جنبش زنان در ایران است.
او از بنیان‌گذاران انجمن مشروطه‌خواهانه انجمن مخدرات وطن بود. همچنین، بعداً از نخستین فعالان حقوق زنان در ایران شد و نخستین نشریه زنان به زبان پارسی را به نام زبان زنان منتشر کرد. وی خواهر یحیی دولت‌آبادی می‌باشد.

## زندگی

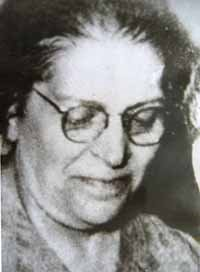
صدیقه دولت‌آبادی در کهنسالی

دولت‌آبادی در سال ۱۲۶۱ خورشیدی در اصفهان به دنیا آمد. پدرش هادی دولت‌آبادی و مادرش خاتمه بیگم نام داشت. پدر صدیقه دولت‌آبادی (میرزا هادی) و برادرانش، ملبس به لباس روحانیت بودند. به همین دلیل، بعضی از نویسندگان معتقدند که صدیقه دولت‌آبادی در خانواده‌ای مذهبی و روحانی پرورش یافت. با این حال گروهی از موّرخان تصریح می‌کنند که دولت‌آبادی‌ها با آنکه ملبس به لباس روحانی بودند، «بابی یا بهائی» بودند؛ و اساساً اعتقادی به مذهب تشیع نداشتند و این لباس را بنا به مصالحی پوشیده بودند.
صدیقه دولت‌آبادی تحصیلات خود را در فارسی و عربی در تهران آغاز نمود، سپس تحصیلات متوسطه را در دارالفنون ادامه داد. پانزده ساله بود که با اعتضاد الحکما ازدواج کرد، ولی ازدواجشان با شکست مواجه شد. شکست در ازدواج، بعدها در نگرش او نسبت به جنس مرد و سفارش به تأخیر در ازدواج دختران بی تأثیر نبود: «ایشان آنقدر نسبت به جنس مرد حساسیت داشت که اصرار داشت که در روزنامه خودش تنها مقالاتی را به چاپ برساند که از طرف زنان و دختران باشد و حتی اگر مقاله ای از مردان در مورد مباحث مورد توجه این روزنامه هم بود باز هم به چاپ نمی‌رسید.» بعضی از قوانین خاص شرکت او (مثلاً اگر دختری در سنی پایین ازدواج می‌کرد حق نداشت دیگر در شرکت او کار کند) صحت این فرضیه را تقویت می‌کند. در سال ۱۲۹۶ شمسی به همت او یکی از اولین دبستان‌های دخترانه، به نام «مکتب شرعیات» تأسیس شد.

یکی از دفعاتی که صدیقه دولت‌آبادی برای فعالیت‌هایش دستگیرشده بود، رئیس نظمیه به وی گفت: «خانم شما صد سال زود به دنیا آمده‌اید» صدیقه دولت‌آبادی پاسخ داد:
آقا من صد سال دیر متولد شده‌ام، اگر زودتر به دنیا آمده بودم نمی‌گذاشتم زنان چنین خوار و خفیف و در زنجیر شما اسیر باشند.
پدرش سید میرزا هادی دولت‌آبادی از مجتهدین مؤثر محلی و مشهور به رهبری شاخه ازلی بابیه و نماینده صبح ازل در ایران بود.
صدیقه دولت‌آبادی در روز ۶ مرداد سال ۱۳۴۰ هجری شمسی در ۸۰ سالگی در تهران درگذشت. وی در جوار برادرش در قبرستان امامزاده اسمعیل در زرگنده به خاک سپرده شد. عده‌ای مقبره وی را پس از انقلاب ۱۳۵۷ ویران کردند.

## فعالیت‌های صدیقه دولت‌آبادی
- فعالیت در انجمن مشروطه‌خواهانه مخدرات وطن. او از مؤسسان این انجمن بود.[۱]شرکت در انجمن‌های سرّی در دوران مشروطه، «انجمن‌های سرّی» و بعضاً ماسونی از رونق خاصی برخوردار بودند و بسیاری از سران آزادیخواه و تجددطلب مشروطه از اعضای این نوع محافل سرّی بودند. به موازات رونق گرفتن انجمنهای سرّی مردان، زنان تجددطلب و آزادیخواه نیز انجمن‌هایی تأسیس کردند که معمولاً زنان و دختران شاه یا وابستگان رجال سیاسی در آن شرکت داشتند. صدیقه دولت‌آبادی، در این انجمنهای مخفی شرکت می‌کرد و طبق نقل «بدر الملوک بامداد» «سمت منشی انجمن مخدرات وطن» را به عهده داشت.[۸]جالب اینجاست که این انجمن، برای اولین بار در ایران، اقدام به برگزاری مجالس ساز و نوا و رقص (گاردن پارتی) نمود. در این مجالس در کنار سخنرانی، نمایشنامه و برنامه‌های تفریحی و سرگرم‌کننده (عمدتاً توسط ارمنی‌ها) اجرا می‌شد. از این رو، با مخالفت صریح علما و اقشار مذهبی مواجهه شد[۹]
- تأسیس مدرسه دخترانه در ۱۴ سالگی. به دلیل فشار خانواده نتوانست خودش مدیر این مدرسه شود و دوستش مدیر آن شد. بعد از سه ماه نیز به دست مخالفان به زندان افکنده شد و مدرسه بسته شد.[۱۰]مدرسه صدیقه دولت‌آبادی ـ که یکی از فارغ التحصیلان مدرسه دخترانه آمریکایی تهران به نام بدرالدجی درخشان مدیر آن بود[۱۱] ـ به خاطر عدم رعایت شئونات دینی و قوانین معارف در مدرسه تعطیل شد[۱۲] و او را به مدت سه ماه در وزارت فرهنگ زندانی کردند و از خانواده اش تعهد گرفتند که پس از این در این زمینه به فعالیتی نپردازد.[۱۳]حتّی هنگامی که صدیقه دولت‌آبادی، دبستان دخترانه دیگری به نام «مکتب خانه شرعیّات» به مدیریت «بتول کاوه» تأسیس کرد، بار دیگر این دبستان به سرنوشت مدرسه «ام‌المدارس» دچار شد.[۱۴]
- مخالفت با قرارداد ۱۹۰۷ میلادی که ایران را تحت نفوذ انگلستان قرار داده بود. او همراه با سایر زنان همفکر خود مخالفتش با این قرارداد را با تحریم کالاهای وارداتی و رفتن به قهوه‌خانهها و تشویق آن‌ها به عدم استفاده از قند خارجی نشان می‌داد.
- در سال ۱۲۹۸ به منظور آشنا کردن زنان با حقوقی همچون آموزش، استقلال اقتصادی و حقوق خانوادگی خود، اقدام به انتشار اولین نشریه حقوق زنان در خارج از تهران و سومین آن در ایران به نام «زبان زنان» نمود. او در این نشریه به مباحثی نظیر حجاب و نقش انگلستان در ایران انتقاد می‌کرد.[۱۰]در برخی از مقاله‌ها از سیاست اتحاد شوروی دفاع کرد و در بعضی دیگر شعار «زنده باد آزادی دنیا، زنده باد آزادی ایران، زنده باد سوسیالیزم» را سر داد.[۱۵] بعضی از نویسندگان معتقدند که او برای زمینه‌سازی بی‌حجابی در بین زنان، شرکت «خواتین اصفهان» و دو سال بعد شرکت «آزمایش بانوان» را تشکیل داد.[۱۶]دولت‌آبادی که در مقالاتش وضعیت زنان در کشورهای دیگر را به رخ زنان ایرانی می‌کشید و خودش ۱۰ سال پیش از کشف حجاب، عملاً، حجاب را به کناری گذاشته بود و بدون روسری در خیابان‌ها ظاهر می‌شد، به تدریج حساسیت افکار عمومی به‌ویژه اقشار مذهبی را برانگیخت به طوری که حتی برخی از زنان نیز به مخالفت با او پرداختند.[۱۷]او اولین زن ایرانی است که بعد از مشروطه بدون چادر از منزل خارج شد.[۱۸]
- در سال ۱۳۰۰ انجمنی به نام انجمن آزمایش بانوان در تهران دائر کرد و علیه استفاده از کالاهای خارجی اقدام نمود.
- در سال ۱۳۰۱ به آلمان رفت و در کنگره بین‌المللی زنان در برلین شرکت کرد. او اولین زن ایرانی بود که در یک کنگره بین‌المللی به نمایندگی از زنان ایران حاضر شد و سخنرانی کرد.
- در سال ۱۳۱۴ رضا شاه به وزیر معارف، علی اصغر حکمت، دستور برپایی جمعیتی از زنان آزادی‌خواه تهرانی را صادر کرد. بعدها این جمعیت به نام «کانون بانوان» نامیده شد. این کانون به ریاست «شمس پهلوی» و تحت نظارت وزارت معارف در تاریخ ۳۲ اردیبهشت ۱۳۱۴ برای تحقق کشف حجاب تأسیس گردید. ریاست بعدی آن را بر عهده بانو «هاجر تربیت» و سپس «صدیقه دولت‌آبادی» گذاشتند.[۱۹]بنابراین از سال ۱۳۱۶ ـ پس از صدور فرمان کشف حجاب ـ سرپرستی کانون بانوان که متصدی فراهم کردن زمینه‌های فرهنگی کشف حجاب بود به امر رضاخان به ایشان سپرده شد.[۲۰] او این چند سطر را در وصیت نامه خود جا داد: مرا از محل «کانون بانوان» به آرامگاه ابدیم ببرید و در مراسم تشییع جنازه‌ام حتی یک زن با حجاب شرکت نکند.[۲۱]
- در سال ۱۳۰۵ش در دهمین کنگره بین‌المللی برای حق رأی زنان، به نمایندگی از زنان ایران شرکت کرد.
- در سال ۱۳۲۱ش به انتشار مجدد «زبان زنان» اقدام نمود، و آن را به صورت مجله‌ای ۴۸ صفحه‌ای منتشر کرد[۲۲]

## بایگانی اسناد
بخشی از اسناد، نشریات و تصاویر مربوط به فعالیت‌های صدیقه دولت‌آبادی در بنیاد جهانی پژوهش‌های اجتماعی در آمستردام نگهداری می‌شود. بخشی از این بایگانی در فوریه ۲۰۱۶ در نمایشگاهی دربارهٔ پیشینه جنبش زنان به نمایش درآمد.